# Старосубхангуловский сельсовет
Старосубхангуловский сельсовет — муниципальное образование в Бурзянском районе Башкортостана России.

## История
Согласно Закону о границах, статусе и административных центрах муниципальных образований в Республике Башкортостан имеет статус сельского поселения.
В 2008 году объединён с сельским поселением Новосубхангуловский сельсовет.
Закон Республики Башкортостан от 19.11.2008 г. № 49-З «Об изменениях в административно-территориальном устройстве Республики Башкортостан в связи с объединением отдельных сельсоветов и передачей населённых пунктов», ст.1 гласит:

 "Внести следующие изменения в административно-территориальное устройство Республики Башкортостан:
 16) по Бурзянскому району:

объединить Старосубхангуловский и Новосубхангуловский сельсоветы с
сохранением наименования «Старосубхангуловский» с административным
центром в селе Старосубхангулово.
Включить деревни Новосубхангулово, Старомусятово Новосубхангуловского сельсовета в состав Старосубхангуловского сельсовета.

Утвердить границы Старосубхангуловского сельсовета Бурзянского района
согласно представленной схематической карте.

Исключить из учётных данных Новосубхангуловский сельсовет

## Население
| 2002  | 2009  | 2010  | 2012  | 2013  | 2014  | 2015  |
| ----- | ----- | ----- | ----- | ----- | ----- | ----- |
| 5587  | ↗6336 | ↘5852 | ↘5851 | ↗5852 | ↘5781 | ↗5817 |
| 2016  | 2017  |       |       |       |       |       |
| ↗5846 | ↗5938 |       |       |       |       |       |

## Состав сельского поселения
| № | Населённый пункт  | Тип населённого пункта       | Население |
| - | ----------------- | ---------------------------- | --------- |
| 1 | Старосубхангулово | село, административный центр | ↗5245     |
| 2 | Новосубхангулово  | деревня                      | ↘525      |
| 3 | Новомусятово      | деревня                      | ↘421      |
| 4 | Старомусятово     | деревня                      | ↘268      |
| 5 | Ишдавлетово       | деревня                      | ↘29       |